# Nekketsu Kōha Kunio-kun
Nekketsu Kōha Kunio-kun (яп. 熱血硬派くにおくん — «Вспыльчивый крутой парень Кунио»/«Крутой парень Кунио из [старшей школы] Неккетцу») — компьютерная игра в жанре beat 'em up, одна из первых игр от Technos Japan Corporation, вышедшая в 1986 году на аркадных автоматах Taito. Игра стала основоположником целой серии кулачных боевиков с прилагательным Nekketsu. На Западе известна под названием Renegade.
Оригинальная игра повествует о старшекласснике Кунио из старшей школы Неккетцу, вступающем в драки с различными бандами, нападающими на его друга Хироси. В западной адаптации игрок управляет бойцом, сражающимся с уличными бандами местного криминального авторитета, захватившего девушку протагониста.
В основу сюжета пошла автобиография создателя игры Ёсихисы Кисимото, в юности часто участвовавшего в уличных драках со своими сверстниками. На стилистику игры повлиял фильм Брюса Ли «Выход дракона» (1973). При портировании игры на западном рынке внешний вид персонажей и элементы сюжета во многом заимствовали стилистику фильма об уличных бандах «Воины» (1979).
Nekketsu Kōha Kunio-kun считается первой полноценной beat ’em up игрой, установившей многие ключевые элементы жанра, включая вертикальный и горизонтальный скроллинг экрана, развитую боевую систему, основанную на приёмах и комбо-ударах. Nekketsu Kōha Kunio-kun также ввела в жанр тему уличных боёв без правил в противовес ранним играм, симулировавшим различные спортивные единоборства. Идеи, заложенные в игре, были позднее развиты Кисимото в следующей игре компании Double Dragon (1987).
Благодаря популярности аркадного автомата в Японии игра была портирована на множество игровых консолей и домашних компьютеров того времени и породила серию игр Kunio-kun. На Западе локализованная Ocean Software версия Renegade также стала основополжником серии, в которой вышли продолжения Target: Renegade (1988) и Renegade III: The Final Chapter (1989).

## Игровой процесс
Игра представлена в изометрической проекции, в которой персонажи могут перемещаться горизонтально и вертикально, что являлось новшеством среди beat 'em up тех лет, например Kung-Fu Master (1984), Shao-lin's Road (1985) или My Hero (1985). Аркадный автомат имел джойстик и три кнопки, отвечающие за удар рукой, удар ногой и прыжок. По сравнению с другими играми жанра, в Nekketsu Kōha Kunio-kun была возможность бить рукой и ногой, делать захваты и броски, а также добивать лежащих противников. Ещё одним нововведением стала система комбо-ударов: первый удар по противнику вводил его в ступор, и по нему можно было проводить серию различных атак. Удары можно проводить как вперёд, так и назад, причём назначение кнопок зависит от того, куда в данный момент смотрит персонаж.
У персонажа есть шкала здоровья и ограниченное количество жизней (их количество может настраиваться положением DIP-переключателей автомата). Игрок теряет жизнь, когда очки здоровья падают до нуля, персонаж падает с края платформы, получает урон летальным оружием или когда истекает счётчик времени. Очки здоровья восполняются между уровнями. Также во втором и четвёртом уровне есть точки сохранения, позволяющие начинать уровень с середины сражения, а не с начала.
Каждый уровень начинается с избиения друга Кунио Хироси у ворот старшей школы Неккетцу очередной бандой хулиганов. Кунио, желая отомстить, преследует обидчиков и настигает их в собственной локации. Там игроку предстоит избить группу противников, обычно состоящую из двух типов врагов. Когда на уровне остаётся трое противников, в бой вступает босс. Целью каждого уровня является победа над боссом, при этом оставшиеся на ногах противники отступят за край экрана. Каждый уровень представляет собственные декорации и банду: на первом уровне это будет драка на железнодорожной станции с бандой старшеклассников из соседней старшей школы Ханазоно во главе с Рики (яп. りき); на втором — стычка в доках с босодзоку главаря Синдзи (яп. しんじ); на третьем — драка в тёмном переулке с бандой девушек из Академии Тайё во главе с огромной и сильной сукэбан Мисудзу (яп. みすず); на четвёртом — противостояние с якудза организации Санвакай во главе с лидером клана Сабу (яп. さぶ).
Пройдя все четыре уровня, игрок награждается финальной заставкой, в которой Кунио приветствуется другими учениками его школы. После этого игра начинается с начала, но на повышенной сложности.

## Локализация и порты
После успеха аркадной версии Nekketsu Kōha Kunio-kun в Японии компания Taito, занимавшаяся производством и распространением аркадных автоматов, решила выпустить локализованную версию игры на западном рынке. Сюжет и внешний вид игры претерпел множество изменений, дабы окружение было более узнаваемым для западного игрока. Если оригинал был создан под впечатлением фильмов Брюса Ли, то локализация черпала вдохновение из американского фильма об уличных бандах «Воины». Завязка сюжета была изменена с мести за обиженного друга главного героя на более обыденное спасение «девицы в беде» — в начале игры криминальный босс похищает девушку главного персонажа. Локации и банды также претерпели значительные изменения: железнодорожная станция превратилась в станцию метро, а облик членов банд был полностью переработан под западные реалии. В финале главный герой приветствуется спасённой девушкой.
Первым портом на домашнюю консоль стала версия для Famicom, вышедшая в 1987 году. Ресурсы из этого порта впоследствии стали основой игр серии Kunio-Kun для Famicom, включая Nekketsu Kōkō Dodgeball Bu (игра в вышибалы), Downtown Nekketsu Monogatari, Nekketsu Kōkō Dodgeball Bu: Soccer Hen (футбольный симулятор) и прочие. Персонаж Кунио стал официальным маскотом компании Technos, появляясь в логотипе и стартовых заставках игр компании. Порт был значительно переработан для консоли. Теперь уровни делились на две фазы — битва с обычными врагами (из-за ограничений консоли их на экране могло быть не больше трёх), после чего герой переходил в другую локацию для битвы с боссом уровня. Во втором уровне, где предстояло сражаться с байкерами, появилась секция сражений на мотоциклах. Финальный уровень стал значительно сложнее, теперь игроку приходилось продираться сквозь лабиринт из комнат с противниками и боссами из предыдущих уровней прежде, чем достичь финального босса. Есть также западни, попав в которые, игрок перенесётся на начало уровня, где ему придётся начать восхождение к боссу заново.
Порт на Sega Master System для Европы, Австралии и Бразилии, выполненный компанией Natsume, был издан Sega в 1993 году и в большей части основывался на версии для Famicom/NES, но имел улучшенную графику и различные улучшения.
Версии для домашних компьютеров выполнялись сторонними компаниями. В Северной Америке для платформ Amiga, Apple II и DOS разработкой занималась Software Creations с издателем Taito, в Европе — порт для Amstrad CPC, ZX Spectrum, Atari ST и Commodore 64 создавался Imagine Software с издателем Ocean Software. В связи с большими техническими ограничениями платформ все порты страдали более слабым игровым процессом и графикой.

## Критика
| Иноязычные издания | Иноязычные издания | Иноязычные издания | Иноязычные издания |
| Издание            | Оценка             | Оценка             | Оценка             |
| Издание            | Commodore 64       | PC                 | ZX Spectrum        |
| ------------------ | ------------------ | ------------------ | ------------------ |
| Crash              |                    |                    | 89 %               |
| CVG                | 80 %               | 88 % (CPC)         | 86 %               |
| Sinclair User      |                    |                    | 8/10               |
| The Games Machine  |                    | 87 % (CPC)         | 82 %               |
| Your Sinclair      |                    |                    | 9/10               |
| Zzap!64            | 90 %               |                    |                    |

Аркадная версия игры быстро стала хитом в Японии, заняв пятое место в списке самых прибыльных игр во второй половине 1986 года.
Версия для ZX Spectrum в Великобритании стала хитом продаж за сентябрь 1987 года, возглавив хит-парад игр для ZX Spectrum с сентября по октябрь 1987 года. Читатели Your Sinclair присудили игре второе место в списке «Лучшая игра 1987 года». В 1993 году Renegade заняла 48-е место в списке 100 лучших игр для ZX по версии читателей Your Sinclair.

## Наследие
Североамериканский порт игры для NES Renegade был выпущен в Wii Virtual Console 5 мая 2008 года. 27 февраля 2014 года порт был перевыпущен для 3DS Virtual Console и Wii U Virtual Console. Для Nintendo Switch игра была выпущена в июне 2018 года как часть серии Arcade Archives и включала в себя как японскую, так и североамериканскую версии.

### Продолжения и связанные игры
Nekketsu Kōha Kunio-kun породил отдельную серию игр Kunio-kun, а также оказал огромное влияние на следующую игру компании Double Dragon (1987), которая изначально планировалась как прямое продолжение. Часть игр серии Kunio-kun вышла в Северной Америке под локализованными названиями: Super Dodge Ball, River City Ransom и Nintendo World Cup.
Ocean Software при портировании получила также права на разработку собственных продолжений под заголовком Renegade: ими стали Target: Renegade и Renegade III: The Final Chapter.
Technos планировала выпустить для Game Boy Nekketsu Kōha Kunio-kun: Bangai Rantō Hen (в Северной Америке — The Renegades), но в итоге проект был переработан под набравшую большую популярность серию Double Dragon. Игра в вышла под названием Double Dragon II.
В 2011 году, Arc System Works, являющаяся текущим правообладателем интеллектуальной собственности Technos, выпустила для Nintendo 3DS ремейк Nekketsu Kōha Kunio-kun Special, приуроченный к 25-летию игровой серии Kunio-Kun и ставший ребутом для всей франшизы.